# سد ارداک
سد ارداک یک سد خاکی با هستهٔ رسی است در ۷۰ کیلومتری شمال غرب مشهد قرار دارد و در چهاردهم فروردین سال ۱۳۹۲ به بهره‌برداری رسید. این سد با هدف مهار، کنترل، ذخیره و تنظیم جریان‌های دایم و فصلی رودخانهٔ ارداک که از کوه های هزار مسجد سرچشمه میگیرد و  در آخر به کشف رود میریزد، در محل تلاقی دو آبراههٔ اصلی «آبقد» و «میانمرغ» به نام دوآبی احداث شده‌است.
این سد که با هزینهٔ نهایی حدود ۵۰۰ میلیارد ریال ساخته شده، آب آشامیدنی و نیازمندی‌های بخش صنعت شهر مشهد و آب ۱٬۶۷۰ هکتار اراضی زراعی روستاهای پایین دست سد (ارداک، مهدی‌آباد، دوله، طویل، پوشان و پست پشته) را تأمین می‌کند.